# Ho cambiato tante case
Ho cambiato tante case è il tredicesimo album in studio del gruppo musicale italiano Tiromancino, pubblicato l'8 ottobre 2021.

## Tracce
1. Ho cambiato tante case – 3:12
2. Domenica – 3:55
3. Avvicinandoti – 3:52
4. Eccoci papà – 3:28
5. L'odore del mare (feat. Carmen Consoli) – 3:43
6. Questa terra bellissima – 4:26
7. Tu e io – 3:45
8. Er musicista (feat. Franco126) – 4:08
9. Lei – 2:31
10. Testaccio blues – 2:29
11. Finché ti va – 3:18
12. Cerotti – 3:49

## Classifiche
| Classifica (2021) | Posizione massima |
| ----------------- | ----------------- |
| Italia            | 15                |